# Cserkút
Cserkút es un pueblo ubicado en el distrito de Pécs, en el condado de Baranya, Hungría.

## Superficie
Posee una superficie de 6,670 kilómetros cuadrados.

## Demografía
Hasta 2019 la población era de 607 habitantes, con una densidad de población de 91,0 habitantes por kilómetro cuadrado.